# جان پل (بازیگر)
جان پل (انگلیسی: John Paul؛ ‏ ۲۰ آوریل ۱۹۲۱ – ۲۳ فوریهٔ ۱۹۹۵) بازیگر اهل بریتانیا بود.
از فیلم‌ها یا برنامه‌های تلویزیونی که وی در آن نقش داشته‌است، می‌توان به ساحره‌گیری، حادثه یانگ‌تسه، ترمز زمان، قانون و بی‌نظمی، کنتسی از هنگ کنگ، ازجان‌گذشتگان، پناهگاه، آزادی را فریاد کن، کرامول، و سوراخ سوزن اشاره کرد.